# 上石碑
上石碑，又寫為上石牌，是臺灣臺中市西屯區的一個傳統地域名稱，位於該區東部。相較於今日行政區，其範圍大致包括港尾里最南端、鵬程里不含西北端及東南端、大石里西北部不含最北端、逢福里、逢甲里、上石里、上安里、上德里、潮洋里東北端、惠來里西北端。

## 歷史
台灣清治末期至日治初期，上石碑地區為一街庄，稱為「上石碑庄」，隸屬於捒東下堡。該庄西北與西大墩街、上牛埔仔庄為鄰，東北與陳平庄為鄰，東南邊為下石碑庄、惠來厝庄，西南邊為潮洋庄。
1901年（日治明治三十四年）11月，全台廢縣廳改設二十廳，該庄隸屬於臺中廳。1903年（明治三十六年）6月，該庄編入「西大墩區」，隸屬於臺中廳。1909年（明治四十二年）10月，合併二十廳為十二廳，西大墩區隸屬不變。1920年（大正九年），全台地方制度大改正，廢十二廳改設五州二廳，該庄改制為「上石碑」大字，隸屬於臺中州大屯郡西屯庄。
戰後西屯庄改制為西屯鄉，隸屬於臺中縣，大字亦改制為村。1947年2月，西屯鄉併入臺中市改稱西屯區，村亦改制為里。1950年10月，中、彰、投分治，西屯區仍隸屬臺中市。2010年12月，臺中縣市合併為直轄臺中市，西屯區隸屬不變。

## 聚落
本地區發展較早的聚落有上石牌（上石碑）、湳仔，在日治期初期的官方地圖上已有記載。此外，本地區尚有教師新村聚落。

## 交通
省道台12線（台灣大道三段）是梧棲港至台鐵台中車站的平面幹道，大致以西北—東南經過本地區西南部近邊界地帶。由該道路向西北可經省道台74線交流道、國道1號臺中交流道前往龍井東北端、沙鹿、梧棲並止於省道台17線路口，向東南可前往台中市區並止於台鐵台中車站前。

## 學校
- 逢甲大學（東南大半部）
- 上石國小

## 商圈
- 逢甲夜市（南半部）